# Albany Robichaud
Pour les articles homonymes, voir Robichaud.
Albany M. Robichaud, né le 22 juillet 1903 à Shippagan (Nouveau-Brunswick) et mort le 27 octobre 1974 à Bathurst (Nouveau-Brunswick), est un avocat, homme politique et juge canadien.

## Biographie
Albany Robichaud nait à Shippagan le 22 juillet 1903. Ses parents sont Martin J. Robichaud et Marie Landry.
Il étudie aux écoles de Shippagan, Caraquet, Bathurst et Pointe-de-l'Église avant d'obtenir un baccalauréat en arts du Collège Saint-Joseph en 1923. Il obtient une maîtrise en arts en 1926 au même collège. Il étudie ensuite le droit à l'Université du Nouveau-Brunswick. Il est admis au Barreau le 15 juin 1928 et s'établit à Bathurst.
Albany Robichaud se présenta sans succès sous la bannière conservatrice aux élections fédérales de 1930, 1935, 1940 et 1945. Il est finalement élu comme député de Gloucester à la Chambre des communes lors de l'élection complémentaire de mai 1952. Il a également été maire de Bathurst de 1946 à 1948, président de l'Association acadienne d'éducation de 1946 à 1952, président de la Chambre de Commerce de Bathurst, membre fondateur à titre de représentant du Canada en 1945 de la Ligue des avocats des Nations unies et juge à la Cour d'appel du Nouveau-Brunswick du 8 janvier 1959 à sa mort, survenue le 27 octobre 1974 à Bathurst.

## Famille
Le 22 octobre 1929, il a épousé Dorina Cormier de Caraquet (1903-1995). Ils eurent quatre enfants : Camille, Camillien, Roland et Claudette.